# روعان
روعان روستایی از توابع دهستان سبزدشت بخش مرکزی شهرستان کبودرآهنگ در استان همدان است.
این روستا در ۴۵ کیلومتری شهر همدان و در چهارراه مواصلاتی تهران -همدان - زنجان - قزوین قرار دارد.
جادهٔ ترانزیتی که از این روستا می‌گذرد به نام اُوروس یولو شهرت دارد. چون این جاده در زمان جنگ جهانی اول توسط روس‌ها ساخته شده است، به همین نام نیز شهرت یافته است.
تعدادی از اهالی روعان در شهر اصفهان ساکن هستند. در سال ۱۳۶۹ در ملک‌شهر اصفهان مسجدی به نام روعان بنا کرده‌اند که محل اجتماع همدانی‌های مقیم اصفهان است.
به دلیل احداث نیروگاه برق مفتح در اراضی این روستا و خشک‌سالی حاصل از آن، اکثر اهالی به استان‌های تهران، اصفهان، قم و… مهاجرت کردند. اکنون جمعیت ثابت روستا طبق آخرین سرشماری ۱۷۳۰ نفر است.
این روستا از نعمت آب، برق، گاز، تلفن، خانه بهداشت، مدرسه، مسجد، ورزشگاه و… برخوردار است.
افراد تحصیل‌کردهٔ زیادی در این روستا تربیت شده‌اند که اکنون در مقامات اجرایی مختلف مشغول به فعالیت هستند.
از آثار قدیمی این روستا می‌توان بقایای کلبهٔ قوجا پیر (خواجه عبدالله) را نام برد که به دلیل پیدا شدن گنج‌های زیادی در آن، روستای روعان، به نام قیزیل لی روعان (روستای طلاخیز) شهرت یافت.
همچنین تکه سنگ بزرگی در کوهای این روستا (قرمز داغ یا تخت داغ) وجود دارد که به نهنگ آغزی معروف است.
این روستا پوشش گیاهی و جانوری متنوعی دارد که با بی‌توجهی مسئولین رو به انقراض است.
جانورانی همچون: گرگ بُز قورد، کیپری یا گربه تیغی، قیزیل قارتال، بایقوش، روباه، گراز، خرس قهوه ای و… در طبیعت این روستا یافت می‌شود.
همهٔ اهالی روستا از نژاد ترک هستند و به زبان ترکی آذربایجانی تکلم می‌کنند.
مذهب همهٔ اهالی اسلام شیعی است.

## جمعیت
این روستا در دهستان سبزدشت قرار دارد و براساس سرشماری مرکز آمار ایران در سال ۱۳۹۵، جمعیت آن ۱۷۳۰ نفر (۴۹۳ خانوار) بوده است.